# Останній гарем
«Останній гарем» (тур. Harem Suare) 1999 Італія режисер Ферзан Озпетек.

## Зміст
Початок XX століття. Османська імперія доживає останні дні.
Юна наложниця Сафійе потрапляє в розкішний палац султана Абдул-Хаміда II. Вона мріє стати фавориткою султана і народити йому спадкоємця.
У гаремі Сафійе знайомиться з чорношкірим євнухом Надіром. Взаємна симпатія кастрата і наложниці переростає в пристрасну любов, яка долає станові заборони і фізичні перешкоди.

## Нагороди
- «Золотий Помаранч» Анталійського кінофестивалю Нагорода (Найкраща актриса другого плану Серра Йїлмаз)